# Raúl Bentancor
Raúl Bentancor, vollständiger Name Raúl Higinio Bentancor Ferraro, (* 11. Januar 1930 in Montevideo; † 3. Mai 2012) war ein uruguayischer Fußballspieler und Trainer.

## Spielerkarriere

### Verein
Bentancor, Großvater mütterlicherseits des uruguayischen Nationalspielers Alejandro Lembo, begann seine Karriere als Spieler bei Danubio im Jahre 1947. Dort wurde er zunächst in der Reservemannschaft (Reserva) eingesetzt, debütierte jedoch Ende jenes Jahres in der Ersten Elf, die seinerzeit in der B, der Zweiten Liga antrat. Somit gehörte er derjenigen Mannschaft an, der 1947 erstmals in der Vereinsgeschichte den Aufstieg in die höchste uruguayische Spielklasse, die Primera División, gelang. In den folgenden Jahren war er erfolgreicher Torschütze des Vereins und feierte mit Danubio 1954 die uruguayische Vize-Meisterschaft. Nach einem Jahrzehnt und mehr als 280 absolvierten Partien für diesen Klub schloss er sich 1958 den Montevideo Wanderers an. Im Folgejahr wechselte er nach Brasilien zum Sport Clube Recife, für den er in der Folge bis 1964 spielte. Dort stieg er zum Idol auf, als er mit seinen Mitspielern 1961 und 1962 jeweils das Campeonato Pernambucano und 1962 zudem das Torneo Norte-Nordeste gewann. Im Zeitraum 1959 bis 1963 erzielte er im Rahmen des Campeonato Pernambucano insgesamt 40 Tore. Hinzu kamen fünf Treffer im Taça Brasil 1959 und 45 persönliche Torerfolge in Freundschaftsspielen und Turnieren während seiner Zeit beim brasilianischen Verein.

### Nationalmannschaft
Für die Fußball-Weltmeisterschaft 1950 wurde er im Rahmen einer Vorauswahl berücksichtigt, letztlich erfolgte aber keine Nominierung seitens des Nationaltrainers für das Turnier. Jedoch war er Teil des Kaders der Celeste beim Campeonato Sudamericano 1953 und wurde dort dreimal eingesetzt.

## Trainerlaufbahn
Nach der aktiven Karriere wurde Bentancor 1965 Trainer bei Sport Recife, den er bis 1970 in dieser Funktion betreute. Von 1971 bis 1972, 1975 bis 1976 und abermals 1979 trainierte er die Mannschaft des Danubio FC. Auch über Engagements bei Bella Vista, den Wanderers und Nacional, die jedenfalls zeitlich nach seiner ersten Danubio-Station lagen, wird berichtet. Zwischen 1977 und 1979 wirkte er als uruguayischer Nationaltrainer. Auch die Juniorennationalmannschaft seines Heimatlandes führte er in dieser Zeit. Neben dem Gewinn der U-20-Südamerikameisterschaft 1977 in Venezuela und 1979 in Uruguay steht in seiner Verantwortlichkeit auch der vierte Rang bei der U-20-Weltmeisterschaft 1977 in Tunesien und der dritte Platz bei der U-20-Weltmeisterschaft 1979 in Japan zu Buche. 1981 betreute er nochmals die U-19. Ebenfalls 1981 und erneut 1985 war er erneut Trainer des Danubio FC. 1987 hatte er das Traineramt bei Deportivo Saprissa inne.

## Erfolge

### Als Spieler
- 1× Torneo Norte-Nordeste (1962)
- 2× Campeonato Pernambucano (1961 und 1962)

### Als Trainer
- 2× U-20-Südamerikameister (1977 und 1979)

## Sonstiges
Nach seinem Tod wurde ihm zu Ehren das Torneo Apertura 2012 der uruguayischen Primera División "Copa Señor Raúl Bentancor" benannt.